# John Terry (skuespiller)
 Denne artikel omhandler skuespilleren. Opslagsordet har også en anden betydning, se John Terry (fodboldspiller).
John Terry (født 25. januar 1950 i Florida) er en amerikansk skuespiller i både film, tv-serier og teater. Han er bl.a. kendt for sin rolle som Christian Shephard i den amerikanske tv-serie Lost.
Terry har som skuespiller endvidere medvirket i filmene Full Metal Jacket (1987) (som Lt. Lockhart), The Living Daylights (1987) (som Felix Leiter), Mus og Mænd (1992) (som Slim) og Zodiac (2007) (som Charles Thieriot).